# Noiembrie 1989
Acest articol este generat integral pe baza informațiilor din articolul 1989 și este actualizat periodic de un robot.
 Editările făcute în articol vor fi șterse la următoarea actualizare! Dacă doriți să faceți modificări, editați articolul-sursă.

ianuarie -
februarie -
martie -
aprilie -
mai -
iunie -
iulie -
august -
septembrie -
octombrie -
noiembrie -
decembrie
Noiembrie 1989 a fost a unsprezecea lună a anului și a început într-o zi de miercuri.

## Evenimente

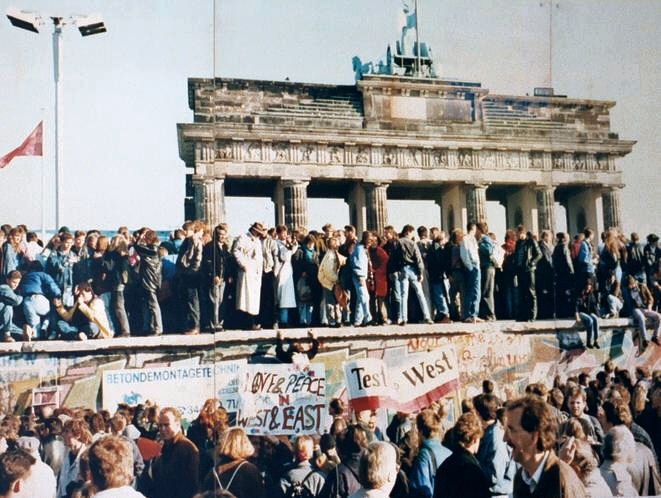
9 noiembrie: Căderea Zidului Berlinului.

- 9 noiembrie: Zidul Berlinului este demolat de protestatarii din Estul și Vestul Berlinului, făcându-se astfel primul pas spre reunificarea Berlinului și a statului german.
- 10 noiembrie: După 45 de ani de comunism în Bulgaria, liderul Partidului Comunist Bulgar, Todor Jivkov, este înlocuit de ministrul de externe Petar Mladenov, care schimbă numele partidului în Partidul Socialist Bulgar.
- 17 noiembrie: Au avut loc manifestațiile anticomuniste ale studenților din Praga, care au marcat începutul „Revoluției de catifea".
- 24 noiembrie: În ciuda evenimentelor din țările vecine, Nicolae Ceaușescu este reales la Congresul al XIV-lea, cu unanimitate de voturi, în funcția de secretar general al PCR.
- 24 noiembrie: Revoluția de Catifea: Secretarul general al Partidului Comunist Cehoslovac, Miloš Jakeš, demisionează.
- 27 noiembrie: Revoluția de Catifea: Are loc o grevă generală de două ore, în toate sectoarele economiei, pe tot cuprinsul Cehoslovaciei.
- 28 noiembrie: Revoluția de Catifea: În Cehoslovacia încep negocierile între Forumul Civic și administrație.
- 29 noiembrie: Revoluția de Catifea: În Cehoslovacia are loc abolirea articolului din Constituție prin care partidului comunist deținea monopol.

## Nașteri
- 2 noiembrie: Stevan Jovetić, fotbalist muntenegrean (atacant)
- 2 noiembrie: Víctor Machín Pérez, fotbalist spaniol
- 3 noiembrie: Joyce Jonathan, cântăreață franceză
- 3 noiembrie: Sore (Sorina Cătălina Mihalache), cântăreață română
- 4 noiembrie: Enner Remberto Valencia Lastra, fotbalist ecuadorian (atacant)
- 6 noiembrie: Jozy Volmy Altidore, fotbalist american (atacant)
- 7 noiembrie: Jimmy Dub (n. Octavian Năstase), muzician român
- 8 noiembrie: Morgan Schneiderlin, fotbalist francez
- 9 noiembrie: Gianluca Bezzina, cântăreț maltez
- 10 noiembrie: Gilvan Souza Correa, fotbalist brazilian
- 11 noiembrie: Radu Albot, jucător de tenis din R. Moldova
- 11 noiembrie: Dragoș Balauru, fotbalist român (portar)
- 11 noiembrie: Paul Papp, fotbalist român
- 12 noiembrie: Hiroshi Kiyotake, fotbalist japonez
- 14 noiembrie: Vlad Iulian Chiricheș, fotbalist român
- 14 noiembrie: Andreu Fontàs Prat, fotbalist spaniol
- 14 noiembrie: Raluka (Alexandra Raluca Nistor), cântăreață română
- 20 noiembrie: Cody Martin Linley, actor și cântăreț american
- 20 noiembrie: Eduardo Jesus Vargas Rojas, fotbalist chilian (atacant)
- 22 noiembrie: Christopher Lloyd Smalling, fotbalist englez
- 22 noiembrie: Gabriel Andrei Torje, fotbalist român
- 25 noiembrie: Nicolas Martin Gorobsov, fotbalist argentinian
- 27 noiembrie: Ciprian Gălățanu, scrimer român
- 29 noiembrie: Dominic Adiyiah, fotbalist ghanez (atacant)
- 30 noiembrie: Victor Râmniceanu, fotbalist român (portar)

## Decese
Mihaela Runceanu, cântăreață de muzică ușoară română (n. 1955)
Vladimir Horowitz, pianist și compozitor american și ucrainean (n. 1903)
Jimmy Murphy (n. James Patrick Murphy), 79 ani, fotbalist britanic (n. 1910)
Margit Makay (Makay Margit Izidóra Kornélia Jozefa), 98 ani, actriță maghiară (n. 1891)
Zoltán Vadász, 63 ani, actor român de etnie maghiară (n. 1926)
Leonardo Sciascia, scriitor italian (n. 1921)
Arsenie Boca, 79 ani, ieromonah, teolog și artist român (n. 1910)
Ion Popescu-Gopo, 66 ani, regizor român de film (n. 1923)